# Raul Boesel
Raul Guilherme de Mesquita Boesel (Curitiba, 4 de dezembro de 1957) é um ex-automobilista de velocidade e DJ brasileiro.

## Biografia
Curitibano com raízes germânicas, Raul Guilherme de Mesquita Boesel iniciou no mundo da velocidade competindo no kart, aos 16 anos, tendo sido campeão curitibano. De 1977 a 1978 correu em categorias "turismo" e, em 1979, no Campeonato Brasileiro de Stock Car, onde foi eleito "piloto revelação".
Foi para a Inglaterra em 1980 para correr na Fórmula Ford 1600 e, em 1981, entrou para a Fórmula 3 inglesa, tendo terminado o campeonato em terceiro lugar. Depois de um teste com a equipe McLaren, entrou para a Fórmula 1 em 1982 correndo na equipe March, e em (1983) pela Ligier.
Mudou-se para os Estados Unidos em 1985, para disputar a Fórmula Indy (CART), onde chamou a atenção por ter sido o estreante com a volta mais rápida nos treinos da tradicional prova das 500 Milhas de Indianápolis. Foi terceiro colocado nessa mesma prova em 1989 e quinto no campeonato de 1993.
O curitibano esteve por 13 vezes no grid das 500 Milhas de Indianápolis: 1985, 1986, 1988, 1989, 1990, 1992, 1993, 1994, 1995, 1998, 1999, 2000 e 2002. Raul largou na primeira fila em três oportunidades: 1993, 1994 e 2002. Seu melhor resultado foi o terceiro lugar em 1989.
Uma das grandes provas na carreira de Raul Boesel na Fórmula Indy foi na décima etapa da temporada de 1994, no oval de Michigan. Após a segunda relargada, Boesel assumiu a ponta e era senhor absoluto da prova e tudo indicava que a primeira vitória iria acontecer, até que na 225ª volta (faltando 25 para o final), o motor Ford do carro número 5 estourou impedindo que a tão esperada primeira vitória acontecesse:
"Mesmo tendo caído para 3º, estava com chances de voltar à liderança, pois o carro vinha bem. Mas o motor quebrou e acabou a festa", disse o desolado piloto.
Seu currículo na Fórmula Indy: três poles, uma volta mais rápida e oito pódios: cinco 2º lugares, três 3º lugares e nenhuma vitória.
Com a equipe Jaguar, foi campeão sozinho no Mundial de Protótipos, em 1987, com cinco vitórias na temporada, em 1988 ganhou as 24 Horas de Daytona num Jaguar XJR-9, juntamente com Martin Brundle e John Nielsen e em 1991, conquistou a segunda colocação nas 24 horas de Le Mans. Ele é ainda o único brasileiro campeão do Mundial. 
Em 1988, Raul Boesel é o primeiro piloto brasileiro a vencer as 24 Horas de Daytona.
Em 2007, Raul começou a carreira de DJ, com várias apresentações na cidade de Cascavel, onde apresenta as festas com a griffe "Raul Boesel".

### Homenagem
Em 1987, o circuito do Autódromo Internacional de Curitiba foi batizado com o seu nome, tornando-se Circuito Raul Boesel.

## 500 Milhas de Indianápolis[9]
| Ano  | Equipe                     | Chassi            | Motor      | Pneus | Largada | Final |
| ---- | -------------------------- | ----------------- | ---------- | ----- | ------- | ----- |
| 1985 | Dick Simon                 | March 85C         | Cosworth   | G     | 23ª     | 18º   |
| 1986 | Dick Simon                 | Lola T86/00       | Cosworth   | G     | 22º     | 13º   |
| 1988 | Shierson                   | March 88C         | Cosworth   | G     | 20º     | 7º    |
| 1989 | Shierson                   | Lola T89/00       | Judd       | G     | 9º      | 3º    |
| 1990 | Truesports                 | Lola T89/00       | Judd       | G     | 17º     | 28º   |
| 1992 | Dick Simon                 | Lola T92/00       | Chevrolet  | G     | 27º     | 7º    |
| 1993 | Dick Simon                 | Lola T93/00       | Cosworth   | G     | 3º      | 4º    |
| 1994 | Dick Simon                 | Lola T94/00       | Cosworth   | G     | 2º      | 21º   |
| 1995 | Rahal-Hogan                | Lola T95/00       | Mercedes   | G     | 22º     | 20º   |
| 1998 | McCormack Motorsports      | G-Force GF01      | Oldsmobile | G     | 30º     | 19º   |
| 1999 | Brant                      | Riley & Scott MkV | Oldsmobile | G     | 33º     | 12º   |
| 2000 | Treadway-Vertex Cunningham | G-Force GF05      | Oldsmobile | F     | 24º     | 16º   |
| 2001 | Treadway-Hubbard           | G-Force GF05      | Oldsmobile | F     | NQ      | NQ    |
| 2002 | Menard                     | Dallara IR0       | Chevrolet  | F     | 3º      | 21º   |

## CART[10]
| Ano  | Equipe       | Chassis | Motor     | 1          | 2          | 3          | 4          | 5         | 6              | 7          | 8         | 9         | 10        | 11        | 12        | 13        | 14        | 15        | 16         | 17        | 18  | 19  | 20        | Pontos | Posição |
| ---- | ------------ | ------- | --------- | ---------- | ---------- | ---------- | ---------- | --------- | -------------- | ---------- | --------- | --------- | --------- | --------- | --------- | --------- | --------- | --------- | ---------- | --------- | --- | --- | --------- | ------ | ------- |
| 1985 | Dick Simon   | March   | Cosworth  | LBH Ret G  | INDY Ret G | MIL        | POR 11 G   | MEA 11 G  | CLE 12 G       | MIS1 Ret G | ROA 8 G   | POC       | MDO Ret G | SAN       | MIC2      | LS Ret G  | PHX       | MIA Ret G |            |           |     |     |           | 10     | 30º     |
| 1986 | Dick Simon   | Lola    | Cosworth  | PHO1 Ret G | LBH Ret G  | INDY 13 G  | MIL 14 G   | POR 8 G   | MEA Ret G      | CLE 6 G    | TOR 7 G   | MIS1 5 G  | POC 5 G   | MDO 7 G   | SAN 9 G   | MIS2 15 G | ROA 8 G   | LS Ret G  | PHO2 Ret G | MIA Ret G |     |     |           | 54     | 13º     |
| 1987 | Granatelli   | March   | Cosworth  | LBH        | PHX        | INDY       | MIL        | POR       | MEA            | CLE        | TOR       | MIC       | POC       | ROA       | MDO       | NAZ       | LAG Ret G | MIA 6 G   |            |           |     |     |           | 8      | 27º     |
| 1988 | Shierson     | March   | Cosworth  | PHO 5 G    | LBH 4 G    | INDY 7 G   | MIL 4 G    | POR Ret G |                |            |           |           |           |           |           |           |           |           |            |           |     |     |           | 89     | 8º      |
| 1988 | Shierson     | Lola    | Cosworth  |            |            |            |            |           | CLE 5 G        | TOR 8 G    | MEA 9 G   | MIS 11 G  | POC 5 G   | MDO 6 G   | ROA Ret G | NZR 5 G   | LS Ret G  | MIA Ret G |            |           |     |     |           | 89     | 8º      |
| 1989 | Shierson     | Lola    | Judd      | PHO 14 G   | LBH 6 G    | INDY 3 G   | MIL 4 G    | DET Ret G | POR 7 G        | CLE 8 G    | MEA 6 G   | TOR 7 G   | MIS Ret G | POC Ret G | MDO Ret G | ROA 9 G   | NZR 11 G  | LS 10 G   |            |           |     |     |           | 68     | 11º     |
| 1990 | Truesports   | Lola    | Judd      | PHO Ret G  | LBH 8 G    | INDY Ret G | MIL 6 G    | DET 6 G   | POR Ret G      | CLE Ret G  | MEA Ret G | TOR 10 G  | MIS 9 G   | DEN Ret G | VAN 19 G  | MDO 9 G   | ROA 10 G  | NZR 8 G   | LS 11 G    |           |     |     |           | 42     | 12º     |
| 1992 | Dick Simon   | Lola    | Chevrolet | SRF        | PHO        | LBH        | INDY 7 G   | DET 2 G   | POR 9 G        | MIL 10 G   | NHA Ret G | TOR Ret G | MIS 3 G   | CLE 6 G   | ROA 8 G   | VAN 11 G  | MDO 7 G   | NZR 6 G   | LS 6 G     |           |     |     |           | 80     | 9º      |
| 1993 | Dick Simon   | Lola    | Ford      | SRF 8 G    | PHO 2 G    | LBH 12 G   | INDY 4 G   | MIL 2 G   | DET 2 G        | POR 7 G    | CLE 7 G   | TOR 7 G   | MIS 4 G   | NHA Ret G | ROA 4 G   | VAN 9 G   | MDO 4 G   | NZR 9 G   | LS Ret G   |           |     |     |           | 132    | 5º      |
| 1994 | Dick Simon   | Lola    | Ford      | SRF Ret G  | PHO 8 G    | LBH 4 G    | INDY Ret G | MIL 8 G   | DET Ret G      | POR 23 G   | CLE 6 G   | TOR 12 G  | MIS 9 G   | MDO 8 G   | NHA 4 G   | VAN Ret G | ROA 6 G   | NZR 4 G   | LS 2 G     |           |     |     |           | 90     | 7º      |
| 1995 | Rahal-Hogan  | Lola    | Ilmor     | MIA 6 G    | SRF 8 G    | PHO 6 G    | LBH 16 G   | NZR 10 G  | INDY Ret G     | MIL 11 G   | DET DNS G | POR 5 G   | ROA Ret G | TOR 6 G   | CLE Ret G | MIS Ret G | MDO Ret G | NHA 18 G  | VAN 10 G   | LS 12 G   |     |     |           | 48     | 16º     |
| 1996 | Green        | Reynard | Ford      | MIA 14 G   | RIO 7 G    | SRF Ret G  | LBH 16 G   | NZR Ret G | U.S. 500 Ret G | MIL Ret G  | DET 8 G   | POR Ret G | CLE Ret G | TOR Ret G | MIS 7 G   | MDO Ret G | ROA Ret G | VAN Ret G | LS Ret G   |           |     |     |           | 17     | 22º     |
| 1997 | Patrick      | Reynard | Ford      | MIA Ret F  | SRF 7 F    | LBH 8 F    | NZR 8 F    | RIO 5 F   | STL 14 F       | MIL 4 F    | DET 6 F   | POR 3 F   | CLE 16 F  | TOR 8 F   | MIS Ret F | MDO 4< F  | ROA Ret F | VAN 6 F   | LS 8 F     | FON Ret F |     |     |           | 91     | 10º     |
| 1999 | Green        | Reynard | Honda     | MIA Ret F  | MOT        | LBH        | NZR        | RIO       | STL            | MIL        | POR       | CLE       | ROA       | TOR       | MIS       | DET       | MDO       |           | VAN        | LS        | HOU | SRF |           | 1      | 32º     |
| 1999 | All American | Eagle   | Toyota    |            | MOT        | LBH        | NZR        | RIO       | STL            | MIL        | POR       | CLE       | ROA       | TOR       | MIS       | DET       | MDO       | CHI 12 G  | VAN        | LS        | HOU | SRF | FON Ret G | 1      | 32º     |

## Indy Racing League[11]
| Ano  | Equipe          | Chassis       | Motor      | 1        | 2        | 3         | 4         | 5         | 6        | 7        | 8        | 9        | 10       | 11       | 12       | 13      | 14       | 15       | Pontos | Posição |
| ---- | --------------- | ------------- | ---------- | -------- | -------- | --------- | --------- | --------- | -------- | -------- | -------- | -------- | -------- | -------- | -------- | ------- | -------- | -------- | ------ | ------- |
| 1998 | McCormack       | G-Force       | Oldsmobile | WDW 18 G | PHO 8 G  | INDY 19 G | TX1 28 G  | NHM 19 G  | DOV 14 G | CHA 24 G | COL 25 G | ATL 10 G | TX2 17 G | LVG 18 G |          |         |          |          | 132    | 20º     |
| 1999 | McCormack       | G-Force       | Oldsmobile | WDW 5 F  | PHO 19 F | CLT C1    |           |           |          |          |          |          |          |          |          |         |          |          | 98     | 23º     |
| 1999 | Brant           | Riley & Scott | Oldsmobile |          |          |           | INDY 12 G | TX 23 G   | COL 18 G | ATL 11 G |          |          |          |          |          |         |          |          | 98     | 23º     |
| 2000 | Treadway-Vertex | G-Force       | Oldsmobile |          |          |           | INDY 16 F |           |          |          |          |          |          |          |          |         |          |          | 14     | 37º     |
| 2001 | Treadway        | G-Force       | Oldsmobile |          |          |           | INDY NQ F |           |          |          |          |          |          |          |          |         |          |          | -      | -       |
| 2002 | Menard          | Dallara       | Chevrolet  | MIA      | PHO      | FON       | NZR       | INDY 21 F | TXS 13 F | COL      | RCH      |          |          |          |          |         |          |          | 158    | 19º     |
| 2002 | Bradley         | Dallara       | Infiniti   | MIA      | PHO      | FON       | NZR       |           |          | COL      | RCH      | KAN 11 F | NSH 5 F  | MIS 15 F | KTL 13 F | STL 8 F | CHI 11 F | TX2 22 F | 158    | 19º     |

↑1  Prova cancelada após 79 voltas, devido aos destroços dos carros de John Paul Jr., Scott Harrington e Stan Wattles, que voaram para as arquibancadas, matando 3 espectadores.

## 24 Horas de Daytona[13][14]
| Ano  | Equipe                  | Nº | Co-Pilotos                            | Chassi        | Motor                     | Pneus   | Classe | Voltas | Posição Final | Posição Na Classe |
| ---- | ----------------------- | -- | ------------------------------------- | ------------- | ------------------------- | ------- | ------ | ------ | ------------- | ----------------- |
| 1988 | Castrol Jaguar Racing   | 60 | Martin Brundle John Nielsen           | Jaguar XJR-9  | Jaguar 6.0L V12           | D       | GTP    | 728    | 1º            | 1º                |
| 1989 | Castrol Jaguar Racing   | 60 | Jan Lammers Davy Jones                | Jaguar XJR-9  | Jaguar 6.0L V12           | D       | GTP    | 288    | DNF           | DNF               |
| 1990 | Dauer Racing            | 17 | Al Unser Jr. Robby Unser              | Porsche 962   | Porsche 3.0L Flat 6 Turbo | BF      | GTP    | 360    | DNF           | DNF               |
| 1991 | Bud Light Jaguar Racing | 2  | Davy Jones Scott Pruett Derek Warwick | Jaguar XJR-12 | Jaguar 6.5L V12           | G       | GTP    | 379    | DNF           | DNF               |
| 1998 | Panoz-Visteon Racing    | 5  | Andy Wallace Scott Pruett Doc Bundy   | Panoz GTR-1   | Ford-Roush V8             | M       | GTP    | 433    | DNF           | DNF               |
| 2006 | Doran Racing            | 78 | B. J. Zacharias Sébastien Bourdais    | Doran JE4     | Ford V8                   | Hoosier | DP     | 156    | DNF           | DNF               |

## 12 Horas de Sebring
| Ano  | Equipe                  | Nº | Co-Pilotos                  | Chassi         | Motor                          | Pneus | Classe | Voltas | Posição Final | Posição Na Classe |
| ---- | ----------------------- | -- | --------------------------- | -------------- | ------------------------------ | ----- | ------ | ------ | ------------- | ----------------- |
| 1988 | Castrol Jaguar Racing   | 60 | Martin Brundle John Nielsen | Jaguar XJR-9   | Jaguar 6.0L V12                | D     | GTP    | 31     | DNF           | DNF               |
| 1990 | Dauer Racing            | 17 | Hans-Joachim Stuck          | Porsche 962    | Porsche 3.0L Flat 6 Twin-Turbo | BF    | GTP    | 246    | DNF           | DNF               |
| 1991 | Bud Light/Jaguar Racing | 3  | Davy Jones John Nielsen     | Jaguar XJR-12D | Jaguar 6.5L V12                | G     | GTP    | 284    | 5º            | 5º                |

## 24 Horas de Le Mans[15]
| Ano  | Equipe                                | Nº | Co-Pilotos                  | Chassi          | Pneus | Classe | Voltas | Posição Na Classe | Geral |
| Ano  | Equipe                                | Nº | Co-Pilotos                  | Motor           | Pneus | Classe | Voltas | Posição Na Classe | Geral |
| ---- | ------------------------------------- | -- | --------------------------- | --------------- | ----- | ------ | ------ | ----------------- | ----- |
| 1987 | Silk Cut Jaguar Tom Walkinshaw Racing | 4  | Eddie Cheever Jan Lammers   | Jaguar XJR-8LM  | D     | C1     | 325    | 5º                | 5º    |
| 1987 | Silk Cut Jaguar Tom Walkinshaw Racing | 4  | Eddie Cheever Jan Lammers   | Jaguar 6.9L V12 | D     | C1     | 325    | 5º                | 5º    |
| 1988 | Silk Cut Jaguar Tom Walkinshaw Racing | 3  | John Watson Henri Pescarolo | Jaguar XJR-9LM  | D     | C1     | 129    | DNF               | DNF   |
| 1988 | Silk Cut Jaguar Tom Walkinshaw Racing | 3  | John Watson Henri Pescarolo | Jaguar 7.0L V12 | D     | C1     | 129    | DNF               | DNF   |
| 1991 | Silk Cut Jaguar Tom Walkinshaw Racing | 35 | Davy Jones Michel Ferté     | Jaguar XJR-12   | G     | C1     | 360    | 2º                | 2º    |
| 1991 | Silk Cut Jaguar Tom Walkinshaw Racing | 35 | Davy Jones Michel Ferté     | Jaguar 7.4L V12 | G     | C1     | 360    | 2º                | 2º    |

## World Sportscar Championship
| Ano  | Equipe            | Chassis       | Motor                             | Classe | 1       | 2          | 3         | 4       | 5         | 6         | 7       | 8       | 9       | 10      | 11  | Pontos    | Posição |
| ---- | ----------------- | ------------- | --------------------------------- | ------ | ------- | ---------- | --------- | ------- | --------- | --------- | ------- | ------- | ------- | ------- | --- | --------- | ------- |
| 1982 | Dome Co. Ltd.     | Dome RC82     | Cosworth DFL 3.3 V8               | C      | MNZ     | SIL Ret D  | NUR       | LMS     | SPA       | MUG       | FUJ     | BRH     |         |         |     | -         | NC      |
| 1987 | Silk Cut Jaguar   | Jaguar XJR-8  | Jaguar 7.0 V12                    | C1     | JAR 3 D | JER 1 D    | MNZ Ret D | SIL 1 D |           | NOR 4 D   | BRH 1 D | NUR 1 D | SPA 1 D | FUJ 2 D |     | 127 (145) | 1º      |
| 1987 | Silk Cut Jaguar   | Jaguar XJR-8  | Jaguar 6.9 V12                    | C1     |         |            |           |         | LMS 5 D   |           |         |         |         |         |     | 127 (145) | 1º      |
| 1988 | Silk Cut Jaguar   | Jaguar XJR-9  | Jaguar 7.0 V12                    | C1     | JER     | JAR        | MNZ       | SIL     | LMS Ret D | BRN       | BRH     | NUR     | SPA     | FUJ     | SAN | -         | NC      |
| 1990 | Konrad Motorsport | Porsche 962C  | Porsche Type-935 3.0 Flat-6 Turbo | C      | SUZ     | MNZ Ret BF | SIL       | SPA     | DIJ       | NUR 11 BF | DON     | GIV     | MEX     |         |     | 0         | NC      |
| 1991 | Silk Cut Jaguar   | Jaguar XJR-12 | Jaguar 7.4 V12                    | C2     | SUZ     | MNZ        | SIL       | LMS 2 G | NUR       | MAG       | MEX     | AUP     |         |         |     | 15        | 21º     |

## Fórmula 1[16][17]
(legenda)
| Ano  | Equipe                         | Chassis     | Motor                | 1         | 2         | 3         | 4        | 5         | 6         | 7         | 8         | 9         | 10        | 11       | 12        | 13       | 14        | 15       | 16        | Pontos | Posição  |
| ---- | ------------------------------ | ----------- | -------------------- | --------- | --------- | --------- | -------- | --------- | --------- | --------- | --------- | --------- | --------- | -------- | --------- | -------- | --------- | -------- | --------- | ------ | -------- |
| 1982 | March Grand Prix Team          | March 821   | Ford Cosworth DFV V8 | RSA 15º P |           |           | SMR      |           |           |           |           |           |           |          |           |          |           |          |           | 0      | NC (30º) |
| 1982 | Rothmans March Grand Prix Team | March 821   | Ford Cosworth DFV V8 |           | BRA Ret P | USW 9º P  | SMR      | BEL 8º P  |           |           |           |           |           |          |           |          |           | ITA NQ P | LVG 13º P | 0      | NC (30º) |
| 1982 | Rothmans March Grand Prix Team | March 821   | Ford Cosworth DFV V8 |           |           |           | SMR      |           | MON NPQ A | USE Ret A | CAN Ret A | HOL Ret A | GBR NQ A  | FRA NQ A | ALE Ret A | AUT NQ A | SUI Ret A |          |           | 0      | NC (30º) |
| 1983 | Equipe Ligier Gitanes          | Ligier JS21 | Ford Cosworth DFV V8 | BRA Ret M | USW 7º M  | FRA Ret M | SMR 9º M | MON Ret M | BEL 13º M | USE 10º M | CAN Ret M | GBR Ret M | ALE Ret M | AUT NQ M | HOL 10º M | ITA NQ M | EUR 15º M | AFS NC M |           | 0      | NC (24º) |